# Шилов, Николай Николаевич
Николай Николаевич Шилов (1928 — 1989) — советский передовик производства в целлюлозно-бумажной и деревообрабатывающей промышленности. Герой Социалистического Труда (1966).

## Биография
Родился 18 декабря 1928 года в посёлке Сокол,  Сокольского района, Вологодской области.
В 1941 году Н. Н. Шилов начал трудовую деятельность учеником машиниста локомотива на Сокольском заводе «Нефтетара». С 1942 по 1944 год учился в ремесленном училище. С 1944 год работал на Сокольский целлюлозно-бумажный комбинат.
С 1950 по 1953 годы проходил воинскую службу в рядах Советской армии. С 1953 года вновь на Сокольском целлюлозно-бумажном комбинате — работал мастером и бригадиром. Н. Н. Шилов на протяжении трудового пути много раз выходил победителем во Всесоюзном соревновании, первый в СССР освоил варку целлюлозы на растворимом основании.
Бригада Н. Н. Шилова с одиннадцати котлов получала 28 варок в сутки, за отличные показатели удостоена звания «Лучшая бригада целлюлозно-бумажной промышленности СССР».
17 сентября 1966 года «за выдающиеся успехи, достигнутые в выполнении заданий семилетнего плана по развитию лесной, целлюлозно-бумажной и деревообрабатывающей промышленности» Указом Президиума Верховного Совета СССР Николай Николаевич Шилов был удостоен звания Героя Социалистического Труда с вручением Ордена Ленина и золотой медали «Серп и Молот».
20 апреля 1971 года Указом Президиума Верховного Совета СССР Н. Н. Шилов «за отличие в труде» был награждён Орденом Октябрьской революции.
В 1978 году Н. Н. Шилов вышел на пенсию, но до 1988 года продолжал работать на предприятии машинистом насосных установок в цехе водоочистки до 1988 года.
Избирался членом Центрального комитета профсоюза целлюлозно-бумажной и деревообрабатывающей промышленности СССР.
Проживал в городе Сокол, скончался 19 июня 1989 года.

## Награды
- Медаль «Серп и Молот» (17.09.1966)
- Орден Ленина (17.09.1966)
- Орден Октябрьской революции (20.04.1971)